# Allgemeines Marinedepartement im Reichsmarineamt
Das Reichsmarineamt (RMA) wurde mit Allerhöchster Kabinettsorder vom 30. März 1889 eingerichtet und hierin das Allgemeine Marinedepartement (A) eingerichtet.
Der Aufbau sah verschiedene Abteilungen und Dezernate vor. Der Direktor des Departements, eine Person im Rang eines Admirals, war gleichzeitig Bevollmächtigter zum Bundesrat.
Anfang April 1894 wurde im Allgemeinen Marinedepartement eine Konstruktionsabteilung eingerichtet, welche am 11. November 1895 abgetrennt wurde und später das Konstruktionsdepartement (K) wurde.
1902 wurde das Dezernat für Kiautschou-Angelegenheiten (A III) an das Technische Departement (B) abgegeben, kam im November 1911, nun als Abteilung, wieder zurück zum Allgemeinen Marinedepartement und wurde dann Ende März 1914 für die Einrichtung des neuen Etatsdepartements (E) herangezogen. Im November 1902 wurde die Seetransportabteilung (A VI S) eingerichtet. Für den Aufstand in Ostafrika existierte im August 1905 kurz ein sogenanntes Zentralnachweisbüro. Im Mai 1907 wurde aus der Sektion A II eine Abteilung für Justiz- und Versorgungsangelegenheiten, aus der Sektion A VII eine Abteilung für Pensionsangelegenheiten und aus dem Dezernat A V eine Abteilung für militärische Fragen der Schiffskonstruktion, Waffenausbildung und Taktik.
In den Kriegsjahren von 1914 bis 1918 kam es zu zahlreichen Umstrukturierungen. So wurde z. B. 1915 aus dem Dezernat für Angelegenheiten der Marinedivision (A X) das Dezernat für Angelegenheiten des Marinekorps, welches im Juni 1918 mit der Abteilung A I zu einem neuen Dezernat A I zusammengeführt wurde, und im Februar 1916 die Sektion A IV zur Abteilung für Mobilmachung, militärische Fragen des Seerechts und militärische Nebeninteressen der Marine umbenannt. Die 1915 eingerichtete Fabrikenkommission, ab 1916 Fabrikenabteilung, wurde Ende 1916 zum Werftdepartement überführt. Im Oktober 1918 wurde zum Gegenpol zur bestehenden nationalen Abteilung A IV eine Abteilung für außerdeutsche Länder (A III) eingerichtet.

## Aufgaben
Die Aufgaben des Allgemeinen Marinedepartements waren die Regelung der organisatorischen Angelegenheiten der Marine und die Sicherstellung des Dienstbetriebes der Schiffe und Marineteile, aber auch Ausbildungsfragen und Mobilmachungsfragestellungen wurden durch das Allgemeine Marinedepartement bearbeitet.
Speziell war das Departement bis 1902 für die Angelegenheiten in Kiautschou verantwortlich.

## Direktoren
- Konteradmiral Hans von Koester: 1890/91
- Konteradmiral Georg von Hollen: von April 1891 bis Januar 1892
- Vizeadmiral Hans von Koester: 1893
- Konteradmiral Guido Karcher: von 1893 bis 1895
- Kapitän zur See/Konteradmiral Wilhelm Büchsel: von November 1895 bis April 1899
- Kapitän zur See/Konteradmiral Max von Fischel: von April 1899 bis September 1900
- Vizeadmiral Wilhelm Büchsel: von Ende 1900 bis August 1902, später Direktor des Verwaltungsdepartements
- Vizeadmiral Otto Diederichsen: von 1903 bis 1905
- Kapitän zur See/Konteradmiral August von Heeringen: von Juni 1905 bis Oktober 1907
- Vizeadmiral Gustav Schmidt: von Oktober 1907 bis März 1909
- Konteradmiral Adolf Paschen: 1909 bis 1911
- Konteradmiral Reinhard Scheer: 1911/12, ehemaliger Chef der Zentralabteilung
- Vizeadmiral Günther von Krosigk: 1913/14
- Kapitän zur See Friedrich Boedicker: von 1914 bis August 1915 mit der Wahrnehmung der Geschäfte beauftragt
- Konteradmiral Georg Hebbinghaus: von August 1915 bis September 1918
- Kapitän zur See William Michaelis: von September 1918 bis November 1918

## Gliederung
1889
- Militärische Abteilung (A I)
- Dezernat für Versorgungs- und Justizangelegenheiten (A II)
- Dezernat für Kiautschou-Angelegenheiten (A III)

Oktober 1906
- Militärische Abteilung (A I)
- Sektion für Justiz- und Versorgungsangelegenheiten (A II)
- Sektion für Mobilmachungsangelegenheiten (A IV)
- Dezernat für Bearbeitung militärischer Fragen der Schiffskonstruktion (A V)
- Seetransportabteilung (A VI S)
- Sektion für Pensionsangelegenheiten (A VII)

August 1914
- Militärische Abteilung (A I)
- Abteilung für Justiz- und Versorgungsangelegenheiten (A II)
- Sektion für Mobilmachungsangelegenheiten (A IV)
- Abteilung für militärische Fragen der Schiffskonstruktion (A V)
- Seetransportabteilung (A VI S)

Mai 1916
- Militärische Abteilung (A I)
- Abteilung für Justiz- und Versorgungsangelegenheiten (A II)
- Abteilung für Mobilmachung, militärische Fragen des Seerechts und militärische Nebeninteressen der Marine (A IV)
- Abteilung für militärische Fragen der Schiffskonstruktion und der Waffenausbildung (A V)
- Seetransportabteilung (A VI S)
- Zentralnachweisebureau
- Fabrikenkommission (A.F.), Ende 1916 zum Werftdepartement

Ende des Krieges 1918
- Militärische Abteilung (A I)
- Abteilung für Justiz- und Versorgungsangelegenheiten (A II)
- Abteilung für Mobilmachung, militärische Fragen des Seerechts und militärische Nebeninteressen der Marine (A IV)
- Abteilung für militärische Fragen der Schiffskonstruktion und der Waffenausbildung (A V)
- Seetransportabteilung (A VI S)
- Zentralnachweisebureau

## Militärische Abteilung
Die Aufgaben der Militärischen Abteilung im Allgemeinen Marinedepartement waren u. a. die Erarbeitung/Überarbeitung von Instandhaltungsbestimmungen und Dienstvorschriften. Zusätzlich wurde über die Abteilung Bekleidungsfragen und Fragen des Küstennachrichtendienstes geklärt.
Vorstand der Abteilung (Auswahl)
- Kapitän zur See August von Thomsen: 1889/90
- Kapitän zur See Wilhelm Büchsel: von 1890 bis April 1894, später Direktor des Allgemeinen Marinedepartements
- Kapitän zur See Max von Fischel: von Oktober 1895 bis April 1899, anschließend Direktor des Allgemeinen Marinedepartements
- Oskar von Truppel: von 1899 bis 1901
- Hugo Zeye: von April 1901 bis September 1903
- Kapitän zur See August von Heeringen: von September 1903 bis Juni 1905, anschließend Direktor des Allgemeinen Marinedepartements
- Kapitän zur See Paul Behncke: von September 1908 bis September 1909
- Kapitän zur See/Konteradmiral Friedrich Schrader: von September 1909 bis November 1913
- Konteradmiral Carl Hollweg: bis April 1917, ab November 1918 Direktor des Werftdepartement im Reichsmarineamt
- Kapitän zur See Wilhelm Höpfner: von April 1917 bis August 1917
- Kapitän zur See Friedrich Behncke: von September 1917 bis Oktober 1918

Bekannte Personen (Auswahl)
- Kapitänleutnant/Korvettenkapitän/Kapitän zur See Max Rollmann: von August 1893 bis September 1895 in der Militärischen Abteilung; von Oktober 1901 bis Oktober 1904 Dezernent für Angelegenheiten des Gouvernements Kiautschou in der Abteilung A III, später Direktor des Konstruktionsdepartements
- Eduard von Capelle: von Dezember 1895 bis Mai 1898 Dezernent, später Direktor des Verwaltungsdepartements
- Kapitänleutnant/Korvettenkapitän/Fregattenkapitän Paul Behncke: von 1901 bis September 1908, dann Abteilungsvorstand
- Korvettenkapitän Reinhold von Fischer-Loßainen: bis September 1910 in der Militärischen Abteilung, ging dann in das Werftdepartement
- Kapitänleutnant/Korvettenkapitän Heinrich Kehrhahn: von August 1917 bis Kriegsende Dezernent in der Militärischen Abteilung

## Bekannte Personen (Auswahl)
- Ludolf von Uslar: von 1907 bis 1910 Chef der Sektion für Mobilmachungsangelegenheiten (A IV)
- Herwarth Schmidt von Schwind: 1909/10 Chef der Seetransportabteilung (A VI S)
- Kapitän zur See Waldemar Vollerthun: von März 1908 bis März 1910 in der Abteilung für militärische Fragen der Schiffskonstruktion und Waffenausbildung (A V), ab April 1912 Chef der Abteilung Zentralverwaltung für das Schutzgebiet Kiautschou (A III, ab Ende März 1914 E III im neu eingerichteten Etatsdepartement)
- Kapitän zur See William Michaelis: von Februar 1916 bis September 1918 Abteilungschef, anschließend Direktor des Allgemeinen Marinedepartements
- Kapitän zur See Wilhelm Widenmann: von April 1916 bis Januar 1917 Abteilungschef
- Kapitän zur See/Konteradmiral Karl Heuser: von März 1917 bis Mai 1918 Abteilungschef, anschließend Direktor des Nautischen Departements
- Kapitän zur See Heinrich Rohardt: von September 1918 bis Kriegsende Abteilungschef
- Kapitän zur See Karl von Müller: von September 1918 bis Kriegsende Abteilungschef